# Сірак'юс (Огайо)
Сірак'юс (англ. Syracuse) — селище (англ. village) в США, в окрузі Меґс штату Огайо. Населення — 781 особа (2020).

## Географія
Сірак'юс розташований за координатами 38°59′52″ пн. ш. 81°57′57″ зх. д. / 38.99778° пн. ш. 81.96583° зх. д. (38.997761, -81.965765).  За даними Бюро перепису населення США в 2010 році селище мало площу 2,47 км², з яких 2,40 км² — суходіл та 0,07 км² — водойми.

## Демографія
Згідно з переписом 2010 року, у селищі мешкало 826 осіб у 360 домогосподарствах у складі 248 родин. Густота населення становила 334 особи/км².  Було 418 помешкань (169/км²).
Расовий склад населення:
| - 97,2 % — білих - 0,8 % — чорних або афроамериканців - 0,4 % — корінних американців - 0,1 % — азіатів |

До двох чи більше рас належало 1,5 %. Частка іспаномовних становила 0,1 % від усіх жителів.
За віковим діапазоном населення розподілялося таким чином: 20,3 % — особи молодші 18 років, 57,9 % — особи у віці 18—64 років, 21,8 % — особи у віці 65 років та старші. Медіана віку мешканця становила 45,8 року. На 100 осіб жіночої статі у селищі припадало 90,8 чоловіків;  на 100 жінок у віці від 18 років та старших — 87,5 чоловіків також старших 18 років.
Середній дохід на одне домашнє господарство  становив 51 485 доларів США (медіана — 37 083), а середній дохід на одну сім'ю — 59 819 доларів (медіана — 47 857). За межею бідності перебувало 14,2 % осіб, у тому числі 15,9 % дітей у віці до 18 років та 6,5 % осіб у віці 65 років та старших.
Цивільне працевлаштоване населення становило 231 осіб. Основні галузі зайнятості: освіта, охорона здоров'я та соціальна допомога — 30,3 %, будівництво — 14,3 %, роздрібна торгівля — 13,4 %.